# Stefano III d'Ungheria
Stefano III d'Ungheria (in ungherese István; in croato Stjepan; in slovacco Štefan (Albareale, 1147 – Strigonio, 4 marzo 1172) fu re d'Ungheria dal 1162 al 1172.
Incoronato sovrano all'età di quindici anni e poco dopo la morte di suo padre, Géza II, i suoi due zii, Ladislao e Stefano, che si erano uniti alla corte dell'impero bizantino, contestarono il suo diritto alla corona. A sole sei settimane di distanza dalla sua incoronazione, l'imperatore bizantino Manuele I Comneno scagliò una spedizione contro l'Ungheria, costringendo i nobili magiari ad accettare il governo di Ladislao. Stefano cercò asilo in Austria, ma presto fece ritorno e conquistò Presburgo (odierna Bratislava, in Slovacchia). A Ladislao, morto il 14 gennaio 1163, succedette lo zio minore e omonimo di Stefano, Stefano IV. La successione si rivelò pacifiche, ma le sue politiche si dimostrarono impopolari. Il giovane Stefano sconfisse lo zio il 19 giugno 1163 e lo espulse dalle terre magiare.
Stefano IV tentò di riconquistare il trono con il sostegno dell'imperatore Manuele I, il quale però negò l'appoggio, perché aveva già concordato una pace con Stefano III. Quest'ultimo accettò infatti di inviare suo fratello minore, Béla, a Costantinopoli e di consentire ai romei di impadronirsi del ducato di Béla, il quale comprendeva Croazia, Dalmazia e Sirmio. Nel tentativo di riconquistare questi territori, Stefano III condusse diverse lotte contro l'impero bizantino tra il 1164 e il 1167, malgrado non riuscì a prevalere in battaglia.
Gli storici gli attribuiscono la promulgazione delle "leggi di Albareale", il primo esempio di ampi privilegi concessi a una città situata nel regno d'Ungheria. Il sovrano concluse un concordato con la Santa Sede nel 1169, ai sensi del quale rinunciava al diritto di nominare i prelati. Stefano morì senza avere dei figli.

## Biografia

### Primi anni (1147-1162)
Primogenito di Géza II e di sua moglie Eufrosina di Kiev, Stefano nacque nell'estate del 1147, mentre i crociati francesi stavano marciando attraverso l'Ungheria alla volta della Terra santa. Il re Luigi VII di Francia partecipò personalmente al suo battesimo. Una nobildonna di nome Margherita, la quale ordinò la compilazione del suo testamento nel 1152, dichiarò che in quell'anno «re Géza regna insieme a suo figlio, il duca Stefano», motivo per cui è lecito pensare che il monarca aveva già ufficialmente nominato Stefano, ancora bambino, suo erede. Tuttavia, la sua nomina quale successore di suo padre rimase precaria, soprattutto dopo che i suoi due zii, Stefano e Ladislao, lasciarono l'Ungheria alla fine degli anni 1150 in cerca di sostegno per il proprio obiettivo di ottenere il trono. I due decisero di stabilirsi alla corte dell'imperatore bizantino Manuele I Comneno a Costantinopoli, con quest'ultimo che accettò di riceverli. Géza II concesse la Dalmazia, la Croazia e Sirmio al figlio minore Béla a titolo di appannaggio poco prima della sua morte.

### Regno

#### Lotta per il trono (1162-1164)

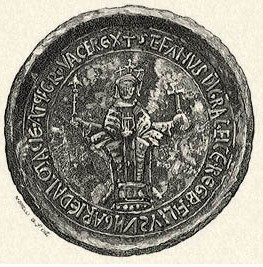
Sigillo di Stefano III

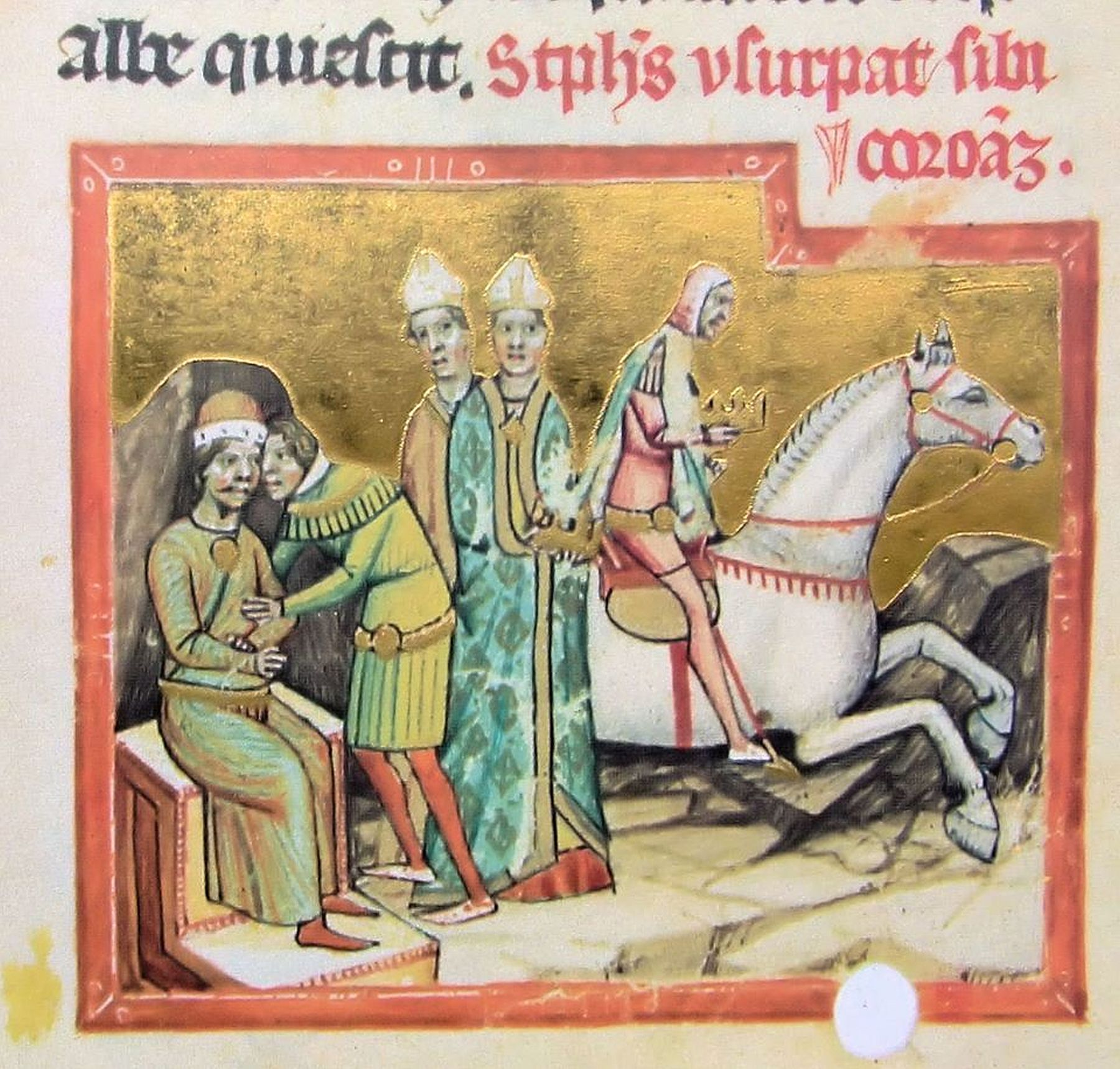
Lo zio di Stefano III, Ladislao II usurpa il trono. Miniatura tratta dalla Chronica Picta

Quando Géza II morì il 31 maggio 1162, Luca, arcivescovo di Strigonio, incoronato il quindicenne Stefano senza indugio. Alla notizia della morte di Geza II, l'imperatore Manuele si affrettò verso l'Ungheria, perché «attribuiva un grande valore alla sovranità» del paese come riferisce lo storico bizantino Giovanni Cinnamo. Un altro storico suo conterraneo, Niceta Coniata, testimonia che l'imperatore decise di sostenere lo zio del giovane re e suo omonimo, Stefano, nel ruolo di sovrano nella speranza di «ricevere dal suo protetto il possesso indiscusso e garantito» di Sirmio e Zimony (odierna Zemun, in Serbia) dal suo protetto. Quando sostenne la pretesa alla corona del fratello del defunto re, nelle parole di Cinnamo, l'imperatore fece riferimento alla «legge degli ungheresi», la quale prescriveva che la corona dovesse passare «sempre ai fratelli sopravvissuti».
L'imperatore Manuele inviò un esercito in Ungheria che avanzò fino ad Haram (ora Ram, in Serbia), dove i suoi emissari avviarono delle trattative con i nobili ungheresi. Corrotti con il denaro dai bizantini e impauriti dalla prospettiva di un'invasione nemica, gli aristocratici accettarono di prendere le parti di Ladislao, che era il maggiore dei due zii del giovane re, come «candidato di compromesso». L'esercito del giovane Stefano fu sbaragliato a Kapuvár, evento che lo costrinse a fuggire dall'Ungheria e a cercare rifugio in Austria a sei settimane di distanza dalla sua incoronazione. L'arcivescovo Luca risultò uno dei pochi a rimanere fedele al giovane monarca, rifiutandosi infatti di incoronare suo zio. Dopo che Mikó, arcivescovo di Kalocsa, eseguì il solenne rito al suo posto, Luca scelse persino di scomunicare Ladislao, bollato alla stregua di un usurpatore perché aveva sottratto illegittimamente la corona al nipote.
Stefano III fece ritorno dall'Austria ed espugnò Presburgo verso la fine del 1162 (odierna Bratislava, in Slovacchia). Non riuscì ad approfittare della morte di suo zio avvenuta il 14 gennaio 1163, in quanto a Ladislao II subentrò in quel frangente suo fratello minore, Stefano IV. Il sostegno prestato da Stefano IV agli interessi dell'impero bizantino e la sua pressoché completa sottomissione causarono malcontento tra i nobili magiari. Il giovane Stefano radunò pertanto un esercito grazie all'aiuto degli aristocratici che avevano abbandonato suo zio, oltre ad assoldare dei mercenari tedeschi. Subito dopo ebbe luogo la battaglia decisiva per il potere, la quale si combatté presso l'importante insediamento magiaro di Albareale (Székesfehérvár) e vide Stefano III surclassare suo zio il 19 giugno 1163. L'anziano Stefano fu catturato, ma Stefano III lo liberò su consiglio dell'arcivescovo Luca; quest'ultimo, assieme alla regina vedova Eufrosina, rimase i principali consiglieri del giovane monarca per tutto il suo mandato. Il detronizzato Stefano IV fuggì immediatamente per il Sacro Romano Impero, ma poco dopo si diresse a sud, a Costantinopoli, dove l'imperatore Manuele gli promise nuovamente il suo sostegno.

#### Guerre con l'impero bizantino (1164-1167)
L'imperatore Manuele inviò un esercito in Ungheria per aiutare Stefano IV a riconquistare il trono da suo nipote. Il giovane Stefano cercò assistenza da Vladislao, re di Boemia, contro suo zio e i romei, ma la nobiltà boema rifiutò di assisterlo nell'impresa. Successivamente Stefano III inviò dei messaggeri alla corte di Manuele Comneno, ma secondo Cinnamo «essi non promisero nulla di credibile». L'imperatore continuò la sua campagna, ma nel giro di poco tempo «si rese conto che allora era impossibile per» il suo protetto «governare la terra degli ungheresi», ragion per cui iniziò a dialogare con Stefano III. Ai sensi del trattato di pace che stipularono, l'imperatore Manuele riconobbe il governo del giovane Stefano, mentre quest'ultimo accettò di mandare suo fratello, Béla, a Costantinopoli. Stefano III promise anche che avrebbe permesso ai bizantini di assumere il controllo del ducato di Béla.
Abbandonato a se stesso dall'imperatore Manuele, Stefano IV strinse contatti con Federico Barbarossa, imperatore del Sacro Romano Impero. Più o meno nello stesso periodo, un gruppo di nobili e prelati ungheresi inviò una lettera a Federico, dichiarandosi pronti ad accettare la sua sovranità. Stefano III inviò anche i suoi emissari da Federico, il quale decise di non intervenire, ma ordinò ai suoi vassalli, nello specifico il re di Boemia, il duca d'Austria e il margravio di Stiria, di supervisionare la situazione politica in Ungheria. Al fine di rafforzare i suoi legami con le potenze confinanti, il figlio di re Vladislao di Boemia, Sviatopluk, accettò di celebrare le nozze con una sorella di Stefano III, Odola. Il fidanzamento di Stefano III con una figlia senza nome di Jaroslav Osmomysl, principe di Galizia, fu organizzato nella medesima parentesi storica.

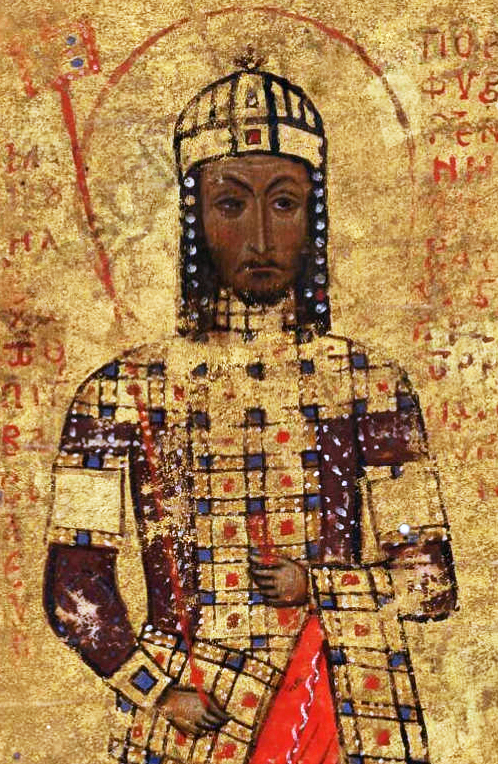
L'imperatore bizantino Manuele I Comneno, avversario di lunga data di Stefano III e fautore della conquista di gran parte del regno magiaro

Stando a Cinnamo, l'anno successivo Stefano ruppe il suo trattato con l'imperatore Manuele I e «usurpò l'eredità di Béla». Un documento del 1164 emesso da Pietro, arcivescovo di Spalato, menziona il governo di Stefano III e del suo bano, Ampud, lasciando intendere che almeno una parte del ducato di Béla, la Dalmazia centrale, era in mano magiara in quell'anno. Quando lo zio detronizzato di Stefano III invase Sirmio gli abitanti in massa celebrarono il suo ritorno. Accompagnato dalle forze del re Ladislao di Boemia e dalle truppe ausiliarie giunte dall'Austria e dalla Galizia, Stefano III lanciò una campagna contro i bizantini. L'imperatore Manuele I, che stava pianificando un'articolata spedizione militare ai danni della Cilicia, tornò sul Danubio e prese d'assalto in Ungheria spingendosi fino a Bács (Bač, in Serbia). A quel punto spedì i suoi uomini dal re Ladislao, i quali lo convinsero a negoziare un trattato di pace con Stefano III. Abbandonato dal suo più importante alleato, Stefano III fu costretto a rinunciare a Sirmio a favore dell'impero bizantino, ma solo dopo che Manuele promise che non avrebbe mai appoggiato suo zio. L'imperatore Manuele permise tuttavia al re detronizzato di rimanere a Sirmio.
(Lettera dell'imperatore Manuele I del 1164 a Stefano III)
Nel giro di breve tempo, Stefano III invase la Dalmazia, benché avesse promesso a Vitale II Michiel, doge di Venezia, che si sarebbe ritirato dalle città dalmate. All'arrivo del re magiaro, i cittadini di Zara espulsero il governatore veneziano e accettarono la sovranità magiara. Il sovrano prese nuovamente di mira Sirmio e cinse d'assedio suo zio a Zimony nella primavera del 1165. L'imperatore Manuele decise di scagliare un contrattacco, ma una ribellione scatenata da suo cugino Andronico I Comneno gli impedì di marciare verso il Danubio. Tuttavia, Manuele I inviò i suoi ambasciatori dai monarchi che in precedenza avevano sostenuto Stefano III, convincendoli con successo a rimanere neutrali nel conflitto. L'11 aprile, lo zio di Stefano III morì per avvelenamento durante l'assedio di Zimony, con il risultato che la fortezza si arrese subito dopo. La controffensiva bizantina ebbe inizio alla fine di giugno e Manuele I divise le sue forze ordinando a un contingente da lui stesso guidato di aggredire Zimony, riuscendo a riconquistarla, mentre alle truppe invasero e occuparono la Bosnia e la Dalmazia. La flotta veneziana intervenne al fianco dei romei sulle coste croate e riuscì a riprendere possesso di Zara e degli immediati dintorni. Stefano III poté concludere un nuovo trattato di pace con l'imperatore Manuele solo dopo aver rinunciato a Sirmio e alla Dalmazia.
(Giovanni Cinnamo: Atti di Giovanni e Manuele Comneno)
Un esercito magiaro agli ordini dello spano Denis razziò e imperversò nuovamente a Sirmio nella primavera del 1166. Gli ungheresi riuscirono a respingere un esercito bizantino e occuparono l'intera provincia, eccezion fatta per Zimony. Constatata la battuta d'arresto, l'imperatore Manuele decise di schierare tre eserciti contro l'Ungheria. Il primo, al comando del protostrator Alessio Axuch e del fratello di Stefano III, Béla, era di stanza lungo il Danubio per distrarre l'attenzione dai movimenti delle altre due armate, le quali saccheggiarono la Transilvania sotto il comando di Leone Basatze e Giovanni Ducas. La campagna romea causò una grande devastazione nei territori orientali del Regno d'Ungheria, costringendo Stefano III a domandare una riconciliazione. Su sua richiesta, Enrico II di Babenberg, duca d'Austria, la cui moglie Teodora era la nipote dell'imperatore Manuele, mediò un armistizio. Alla fine dell'anno, Stefano sposò la figlia del duca Agnese. Più o meno nello stesso periodo, un esercito ungherese invase la Dalmazia e fece prigioniero Niceforo Calufe, il governatore bizantino della provincia. Stefano si confermò al comando di Zaravecchia e ribadì la validità dei privilegi riconosciuti a Sebenico nel 1166 e nel 1167 rispettivamente, eventi che dimostrano come le due città accettarono la sua sovranità dopo la campagna.
Manuele Comneno inviò un esercito a Sirmio e la sua flotta a Zimony dopo la Pasqua del 1167. Gli ungheresi radunarono le loro truppe e reclutarono secondo Niceta Coniata un discreto numero di mercenari, soprattutto tedeschi. Il contemporaneo cronista tedesco di Frisinga Rahewin attesta che Stefano III «mosse guerra all'imperatore dei Greci» perché aveva ricevuto e assistito suo fratello Béla. Secondo Rahewin ed Enrico di Mügeln, un altro cronista, Stefano ricevette il sostegno di suo suocero, il duca Enrico II di Babenberg; tuttavia, l'esercito bizantino guidato da Andronico Contostefano annientò gli ungheresi agli ordini dell'ispán Denis, in una decisiva battaglia che fu combattuta vicino a Zimony l'8 luglio. Cinnamo riporta che «la guerra agli ungheresi» si concluse proprio su quel campo di battaglia. Stando a Enrico di Mügeln, Stefano firmò un trattato di pace rinunciando al ducato che il padre aveva lasciato in eredità a suo fratello Béla. Inoltre, strinse un patto con il doge Vitale Michiel ai sensi dando sua nipote, Maria, andò in sposa al figlio del veneziano, Nicola, il 17 dicembre 1167, come riferisce la Storia dei Dogi di Venezia dell'inizio del XIII secolo.

#### Anni successivi (1167-1172)
Sulla base delle fonti disponibili, è possibile che Stefano si fosse impadronito delle entrate della Chiesa per finanziare la sua guerra contro Costantinopoli. La corrispondenza tra Tommaso Becket e Giovanni di Salisbury rivela che i princìpi della Riforma gregoriana non trovarono piena applicazione in Ungheria «a causa degli atti sfrenati di tirannia compiuti dai laici contro le istituzioni apostoliche» verso la fine del 1160. Stefano trasferì Prodano, vescovo di Zagabria, dalla sua diocesi senza consultare la Santa Sede. Papa Alessandro III inviò un suo legato, il cardinale Manfredi, in Ungheria nel 1169, al fine di discutere delle questioni che ancora rendevano poco disteso il rapporto con la corona locale. Le trattative terminarono con un accordo che vietava al monarca di deporre o trasferire arbitrariamente i prelati o di confiscarne i beni. Il papa sostenne Stefano contro l'arcivescovo Luca di Strigonio quando quest'ultimo tentò di ostacolare la consacrazione del protetto del re, Andrea, eletto vescovo di Győr, a causa della sua presunta elezione avvenuta senza rispettare il diritto canonico.
I Cavalieri Templari si stabilirono in Ungheria durante il regno di Stefano. Secondo gli storici Ferenc Makk e Pál Engel, Stefano III concesse dei privilegi speciali ai coloni valloni situati ad Albareale, inclusa la loro esenzione dal pagamento dei dazi doganali. Nel XIII secolo, gli stessi privilegi, le cosiddette «leggi di Székesfehérvár», furono concessi ad altre città, con il risultato che questi provvedimenti attecchirono un po' ovunque.
Stefano morì il 4 marzo 1172 all'età di 24 o 25 anni e dopo un decennio di regno turbolento; le sue spoglie furono sepolte a Strigonio. Arnoldo di Lubecca, che a quel tempo si trovava in Ungheria, riferisce di una diceria diffusasi nel paese che attribuiva la morte inaspettata del monarca ad un avvelenamento.

## Ascendenza
|                        |                     |                       | Genitori                |  |  | Nonni |  |  | Bisnonni         |  |  | Trisnonni         |  |
|                        |                     |                       |                         |  |  |       |  |  | Álmos d'Ungheria |  |  | Géza I d'Ungheria |  |
|                        |                     |                       |                         |  |  |       |  |  | Álmos d'Ungheria |  |  | Géza I d'Ungheria |  |
|                        |                     | Sofia di Loon         |                         |  |  |       |  |  | Álmos d'Ungheria |  |  |                   |  |
| Béla II d'Ungheria     |                     |                       |                         |  |  |       |  |  | Álmos d'Ungheria |  |  |                   |  |
|                        |                     | Predslava di Kiev     | Svjatopolk II di Kiev   |  |  |       |  |  |                  |  |  |                   |  |
|                        |                     | Predslava di Kiev     | Svjatopolk II di Kiev   |  |  |       |  |  |                  |  |  |                   |  |
|                        |                     | Predslava di Kiev     | ?                       |  |  |       |  |  |                  |  |  |                   |  |
| Géza II d'Ungheria     |                     | Predslava di Kiev     |                         |  |  |       |  |  |                  |  |  |                   |  |
|                        |                     | Uroš I di Rascia      | Marko di Rascia         |  |  |       |  |  |                  |  |  |                   |  |
|                        |                     | Uroš I di Rascia      | Marko di Rascia         |  |  |       |  |  |                  |  |  |                   |  |
|                        |                     | Uroš I di Rascia      | …                       |  |  |       |  |  |                  |  |  |                   |  |
| Elena di Rascia        |                     | Uroš I di Rascia      |                         |  |  |       |  |  |                  |  |  |                   |  |
|                        |                     | Anna Diogenissa       | Costantino Diogene      |  |  |       |  |  |                  |  |  |                   |  |
|                        |                     | Anna Diogenissa       | Costantino Diogene      |  |  |       |  |  |                  |  |  |                   |  |
|                        |                     | Anna Diogenissa       | Teodora Comnena         |  |  |       |  |  |                  |  |  |                   |  |
| Stefano III d'Ungheria |                     | Anna Diogenissa       |                         |  |  |       |  |  |                  |  |  |                   |  |
|                        | Vladimir II di Kiev | Vsevolod di Kiev      |                         |  |  |       |  |  |                  |  |  |                   |  |
|                        | Vladimir II di Kiev | Vsevolod di Kiev      |                         |  |  |       |  |  |                  |  |  |                   |  |
|                        | Vladimir II di Kiev | Anastasia di Bisanzio |                         |  |  |       |  |  |                  |  |  |                   |  |
| Mstislav I di Kiev     | Vladimir II di Kiev |                       |                         |  |  |       |  |  |                  |  |  |                   |  |
|                        |                     | Gytha del Wessex      | Aroldo II d'Inghilterra |  |  |       |  |  |                  |  |  |                   |  |
|                        |                     | Gytha del Wessex      | Aroldo II d'Inghilterra |  |  |       |  |  |                  |  |  |                   |  |
|                        |                     | Gytha del Wessex      | Ealdgyth Swan-neck      |  |  |       |  |  |                  |  |  |                   |  |
| Efrosin'ja Mstislavna  |                     | Gytha del Wessex      |                         |  |  |       |  |  |                  |  |  |                   |  |
|                        |                     | Dmitrij Zavidic       | …                       |  |  |       |  |  |                  |  |  |                   |  |
|                        |                     | Dmitrij Zavidic       | …                       |  |  |       |  |  |                  |  |  |                   |  |
|                        |                     | Dmitrij Zavidic       | …                       |  |  |       |  |  |                  |  |  |                   |  |
| Ljubava Dmitr'evna     |                     | Dmitrij Zavidic       |                         |  |  |       |  |  |                  |  |  |                   |  |
|                        |                     | …                     | …                       |  |  |       |  |  |                  |  |  |                   |  |
|                        |                     | …                     | …                       |  |  |       |  |  |                  |  |  |                   |  |
|                        |                     | …                     | …                       |  |  |       |  |  |                  |  |  |                   |  |
|                        |                     | …                     |                         |  |  |       |  |  |                  |  |  |                   |  |

## Matrimonio
Le trattative per un eventuale matrimonio tra Stefano e la figlia di Jaroslav Osmomysl di Galizia si interruppero nel 1166. Alla fine dello stesso anno sposò Agnese d'Austria, figlia di Enrico II di Babenberg, da cui ebbe un figlio di nome Béla nel 1167, ma il bambino morì nello stesso anno. Agnese sopravvisse al marito e rimase incinta al momento della sua morte; tuttavia suo padre, che si trovava in Ungheria quando Stefano III morì, decise di riportare Agnese in Austria e di abbandonare il regno magiaro. Alla fine, Agnese diede alla luce un secondo figlio, ma il suo destino è sconosciuto; la nobildonna sposò poi Ermanno II di Spanheim.

### Fonti primarie
- Giovanni Cinnamo, Deeds of John and Manuel Comnenus by John Kinnamos, traduzione di Charles M. Brand, Columbia University Press, 1976, ISBN 0-231-04080-6.
- Niceta Coniata, O City of Byzantium, Annals of Niketas Choniatēs, traduzione di Harry J. Magoulias, Wayne State University Press, 1984, ISBN 978-0-8143-1764-8.
- Ottone di Frisinga, Gesta Friderici Imperatoris, traduzione di Charles Christopher Mierow, Columbia University Press, 2004, ISBN 0-231-13419-3.

### Fonti secondarie
- (EN) Július Bartl, Dušan Škvarna, Viliam Čičaj e Mária Kohútova, Slovak History: Chronology & Lexicon, Wauconda, Bolchazy-Carducci Publishers, 2002, ISBN 978-08-65-16444-4.
- Massimo Blasi, L'incredibile storia degli imperatori romani, Newton Compton Editori, 2018, ISBN 978-88-22-72520-2.
- (HU) Ferenc Bodri, Lukács érsek és kora [Arcivescovo Luca e la sua Epoca], Kossuth Kiadó, 2003, ISBN 963-09-4474-X.
- (EN) Florin Curta, Southeastern Europe in the Middle Ages, 500-1250, Cambridge, Cambridge University Press, 2006, ISBN 978-0-511-81563-8.
- (EN) Pál Engel, The Realm of St Stephen: A History of Medieval Hungary, 895-1526, I.B. Tauris Publishers, 2001, ISBN 1-86064-061-3.
- (EN) John Van Antwerp Jr. Fine, The Early Medieval Balkans: A Critical Survey from the Sixth to the Late Twelfth Century, Ann Arbor, University of Michigan Press, 1991, ISBN 0-472-08149-7.
- (HU) Gyula Kristó e Ferenc Makk, Az Árpád-ház uralkodói [Sovrani della casata degli Arpadi], I.P.C. Könyvek, 1996, ISBN 963-7930-97-3.
- (HU) András Kubinyi, székesfehérvári jog [Leggi di Székesfehérvár], in Gyula Kristó, Pál Engel e Ferenc Makk, Korai magyar történeti lexikon (9-14. század) [Enciclopedia dell'Antica Storia Ungherese (IX-XIV secolo], Akadémiai Kiadó, 1994,  pp. 628-629, ISBN 963-05-6722-9.
- (EN) Ferenc Makk, The Árpáds and the Comneni: Political Relations between Hungary and Byzantium in the 12th century, traduzione di György Novák, Akadémiai Kiadó, 1989, ISBN 963-05-5268-X.
- (HU) Ferenc Makk, III. István, in Gyula Kristó, Pál Engel e Ferenc Makk, Korai magyar történeti lexikon (9-14. század) [Enciclopedia dell'Antica Storia Ungherese (IX-XIV secolo], Akadémiai Kiadó, 1994,  p. 293, ISBN 963-05-6722-9.
- (EN) Paul Stephenson, Byzantium's Balkan Frontier: A Political Study of the Northern Balkans, 900-1204, Cambridge University Press, 2000, ISBN 978-0-521-02756-4.